# Weißlicher Keulengallertpilz
Der Weißliche Keulengallertpilz (Tremellodendropsis tuberosa) ist eine seltene Pilzart aus der Familie Hyaloriaceae.

## Merkmale

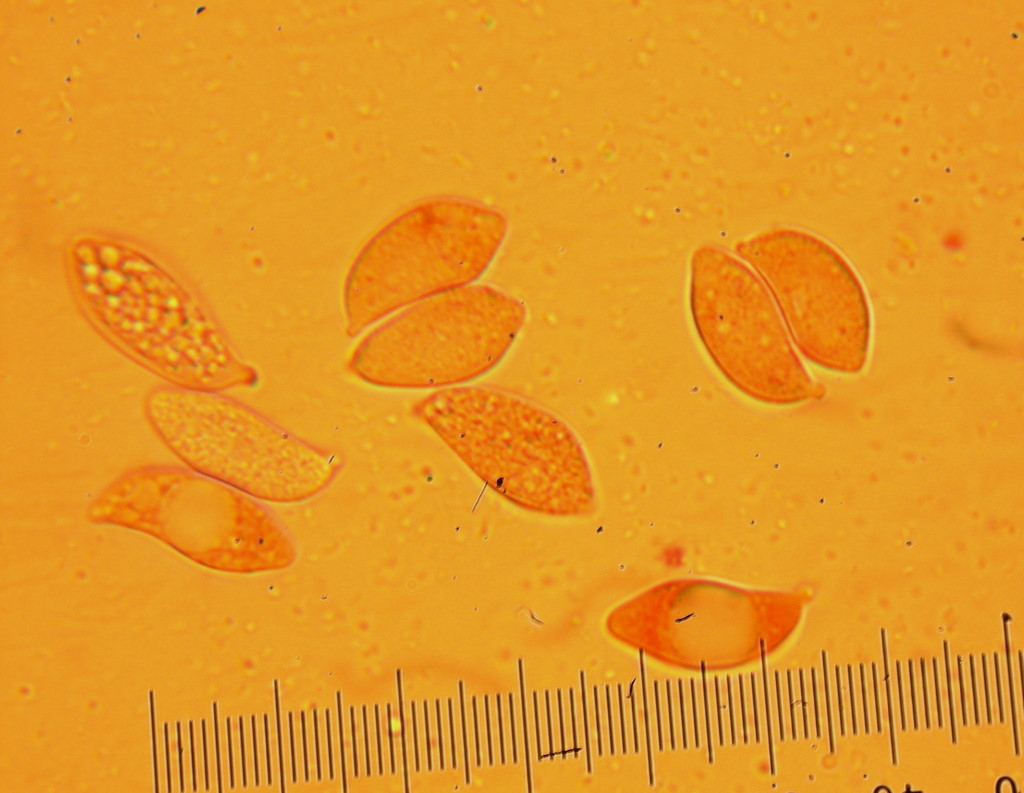
Sporen des Weißlichen Keulengallertpilzes, präpariert in Kongorotlösung, im Lichtmikroskop

### Makroskopische Merkmale
Die fest-gallertigen bis zähen Fruchtkörper wachsen entweder einzeln, gesellig oder büschelig. Sie erreichen eine Höhe von bis zu 7 cm und eine Breite von bis zu 4 cm. Der Habitus ist keulig bis korallenartig verzweigt mit einem ausgeprägten, bis zu 3 cm langen und 4 mm dicken Stielbereich.

### Mikroskopische Merkmale
Das Hyphensystem ist dimitisch aufgebaut. Die Skeletthyphen sind hyalin und dickwandig. Die zylindrischen oder etwas angeschwollenen Generativen Hyphen sind ebenfalls hyalin, aber dünnwandig. Ihre Breite liegt zwischen 1 und 5 µm. An den Querwänden der Hyphen befinden sich meist Schnallen. Die keuligen Basidien haben eine Größe von 40–60–90 × 8–14–18 µm und oben längs eingezogene Trennwände. An den Enden befinden sich 8–15 × 3 µm große Sterigmen, an denen insgesamt 2 oder 4 Sporen heranreifen. Die Sporen sind hyalin, spindelförmig und zeigen in Iodlösung keine Farbreaktion (inamyloid). Ihre Maße betragen 10–20(–24) × 4,5–7(–9) µm.

## Artabgrenzung
Der Kammförmige Keulenpilz (Clavulina coralloides) hat überwiegend korallenförmig verzweigten Fruchtkörper zugespitzten und typisch kammartig gespaltenen oder gewimperten Astenden. Der Runzelige Keulenpilz (C. rugosa) besitzt 1–3 mehr oder minder keulenförmige, längsgefurchte und runzelige Äste, die sich höchstens im oberen Bereich angedeutet verzweigen. Beide Clavulina-Arten kommen in Mitteleuropa in Wäldern vor. Die weiße bis blass bräunliche Weißliche Wiesenkoralle (Ramariopsis kunzei) besiedelt zwar Offengrasstandorte, ist aber reich sowie dicht verzweigt und besitzt u-förmige Astgabeln.

## Ökologie
Der Weißliche Keulengallertpilz wächst auf dem Boden in Wäldern und Parks, auf nackter Erde oder zwischen Kräutern und Moosen.

## Verbreitung
Die Pilzart kommt in Neuseeland, Indonesien (Borneo), Indien und Südamerika (Brasilien, Bolivien) vor. In der Holarktis ist sie meridional-temperat bis -subboreal, ozeanisch verbreitet. In Nordasien existieren Nachweise aus China, Japan und Sibirien. In Nordamerika kann die Spezies in Kanada und den USA gefunden werden. Auch von den Bermudainseln und aus dem nordafrikanischen Algerien ist der Pilz bekannt.
Europäische Fundmeldungen gibt es im Süden aus Spanien, im Westen und Nordwesten aus England, Frankreich, den Niederlanden, in der Mitte aus Deutschland, Polen, der Schweiz, Tschechien und im Norden aus Finnland und Schweden.
Die Rote Liste der Großpilze Deutschlands listet die Art als vom Aussterben bedroht (Gefährdungskategorie 1).